# Icthyophaga ichthyaetus
L'aquila pescatrice testagrigia (Icthyophaga ichthyaetus (Horsfield, 1821)) è un uccello rapace della famiglia degli Accipitridi originario dell'intera regione orientale.

## Descrizione

### Dimensioni
Misura 61-75 cm di lunghezza, per un peso di 1600-2700 g; l'apertura alare è di 155-170 cm.

### Aspetto
L'aquila pescatrice testagrigia è un uccello sorprendente e un predatore impressionante, con una testa relativamente piccola, un collo allungato e un potente becco grigio. Il piumaggio è grigio-brunastro sulle regioni superiori e bianco su quelle inferiori. Ha zampe relativamente brevi, coda arrotondata, occhi giallo-sabbia e lunghi artigli neri. La femmina di aquila pescatrice testagrigia è generalmente più grande e più pesante del maschio, e i giovani sono riconoscibili dal ventre bianco chiazzato di marrone.
Talvolta l'aquila pescatrice testagrigia viene confusa con l'aquila pescatrice minore (Haliaeetus humilis); tuttavia, l'aquila pescatrice testagrigia si distingue per il piumaggio più scuro e tetro e per la coda, della quale gli ultimi due terzi sono bianchi, mentre l'aquila pescatrice minore ha una coda più scura senza bande bianche evidenti.
Tra i richiami dell'aquila pescatrice testagrigia figurano forti gorgoglii che risuonano come degli awh-awhr e dei chee-warr ripetuti cinque o sei volte, e degli oo-wooks simili a quelli di un gufo. La gamma vocale di questo uccello, che talvolta sembra intimorire gli altri abitanti della giungla, comprende anche un grido molto acuto.

## Biologia
Fedele al suo nome, l'aquila pescatrice testagrigia si nutre principalmente di pesce, ma cattura anche altre prede, compresi i rettili, a seconda della disponibilità locale. Per cacciare i pesci di cui si ciba, quest'aquila di solito si appollaia su rami spogli affacciati su uno specchio d'acqua, prima di eseguire un breve volo per afferrare la preda una volta individuata vicino o in superficie. Se la preda dell'aquila è troppo grossa e pesante per essere portata via, viene trascinata a riva.
La stagione riproduttiva dell'aquila pescatrice testagrigia ha luogo generalmente tra novembre e maggio. Durante questo periodo, l'aquila pescatrice testagrigia è nota per essere piuttosto rumorosa, e spesso fa udire il suo richiamo di notte. Il nido, costruito con ramascelli e rivestito con foglie verdi, viene solitamente riutilizzato per diversi anni di seguito e può essere largo fino a un metro e mezzo e profondo due metri. Il nido è situato in alto tra gli alberi (tra 10 e 30 metri) e sempre vicino all'acqua. Di solito vengono deposte una o due, occasionalmente tre, uova bianco candido per covata. Sia il maschio che la femmina si dedicano alla cova delle uova, ed è probabile che esse si schiudano dopo 45-50 giorni.

## Distribuzione e habitat
L'areale dell'aquila pescatrice testagrigia si estende dall'India, dal Nepal e dallo Sri Lanka, attraverso il Sud-est asiatico, fino alle Filippine e a Sulawesi. La specie è diffusa prevalentemente nelle foreste di pianura, fino a 1525 metri di altitudine, nei pressi di grandi specchi d'acqua dal corso lento (come laghi, bacini idrici e torrenti), nonché negli estuari e lungo la costa.

## Conservazione
Sebbene non sia attualmente considerata a rischio di estinzione, la popolazione di aquile pescatrici testagrigia è in diminuzione - a causa di numerose e varie minacce. La perdita di zone umide adatte, la pesca eccessiva e l'inquinamento portano alla scomparsa dei siti di nidificazione e alla riduzione delle riserve alimentari. Inoltre, la costruzione di dighe sul fiume Mekong rischia di influire sul regime di piena del lago Tonlé Sap, influendo negativamente sulla popolazione di aquile pescatrici testagrigia che risiede lì.